# معمر مامونی
معمر مأمونی (انگلیسی: Maamar Mamouni؛ زادهٔ ۲۸ فوریهٔ ۱۹۷۶) بازیکن فوتبال اهل الجزایر است.
از باشگاه‌هایی که در آن بازی کرده‌است می‌توان به باشگاه فوتبال لو آور، باشگاه فوتبال آژاکسیو، باشگاه فوتبال لیرسه و باشگاه فوتبال خنت اشاره کرد.
وی همچنین در تیم ملی فوتبال الجزایر بازی کرده‌است.